# Ugglemossen
Ugglemossen är en välvd högmosse belägen i Ängelholms kommun söder om Västersjön. Mossen är cirka sju meter djup och 50 hektar stor. Den är kal och består av tuvor och höljor. På tuvorna växer ljung, tuvull, rosling, klockljung och kråkbär, medan höljorna hyser vitag. I mossens sydkant finns laggkärr, där vatten från omgivningen samlas. I den norra kanten kan man se spår av torvbrytning, men annars är mossen relativt opåverkad av mänsklig aktivitet.